# Излет (филм из 2025)
Излет  је предстојећи српски филм у режији Ненада Павловића и сценарију Јована Поповића и Ненада Павловића базиран на истоименом роману из 1957. године, насталог из пера чувеног сликара, филмског редитеља и књижевника Миће Поповића.
Идеја аутора је да се кроз филмски израз ода почаст великим епохама српске културе – Зенитизму у књижевности, Медиали у сликарству и Црном таласу у кинематографији, као и ауторима – Мићи Поповићу и Живојину Павловићу. Посебан ауторски, али и лични печат дају управо њихови синови: сценариста Јован Поповић и редитељ Ненад Павловић.
Премијера се очекује током 2025. године.

## Радња
Излет је црно-бела филмска прича која говори о трагању младог уметника за смислом, слободом, уметничким изразом, али и проналажењем свог места у свету који га окружује. 
Главни јунак Тома одмеће се из града, плови низ реку до најдаље тачке, где се на пустом острву осамљује и ствара своја дела од природних материјала. Путујући речним шлепом, упознаје галерију живописних ликова, од посаде до путника.

## Улоге
| Глумац              | Улога                 |
| ------------------- | --------------------- |
| Стефан Вукић        | сликар Тома           |
| Јово Максић         | кувар                 |
| Ненад Хераковић     | машиниста             |
| Радослав Миленковић | ћорави свирач         |
| Денис Мурић         | млађи радник          |
| Радоје Чупић        | старији радник        |
| Милена Павловић     | поштарка              |
| Милена Радуловић    | девојка               |
| Милица Трифуновић   | Томина сестра         |
| Марија Опсеница     | прва баба             |
| Елизабета Ђоревска  | друга баба            |
| Антонио Скарпа      | трговац 1             |
| Саша Али            | трговац 2             |
| Предраг Манојловић  | пуковник              |
| Драган Бјелогрлић   | Томин отац            |
| Игор Филиповић      | службеник             |
| Милош Алигрудић     | учитељ                |
| Бранка Шелић        | Томина мајка          |
| Павле Веселиновић   | бледуњави младић      |
| Јован Поповић       | човек у белом мантилу |
| Горан Тарлач        | службеник 2           |